# Armes de destruction massive aux Pays-Bas
Les Pays-Bas entreposent des armes nucléaires américaines sur leur territoire afin que ces dernières puissent être utilisées par les Forces armées néerlandaises. Les Pays-Bas ont cependant signé le traité de non-prolifération nucléaire le 2 mai 1975.

## Différentes armes au fil du temps

### Armement nucléaire américain

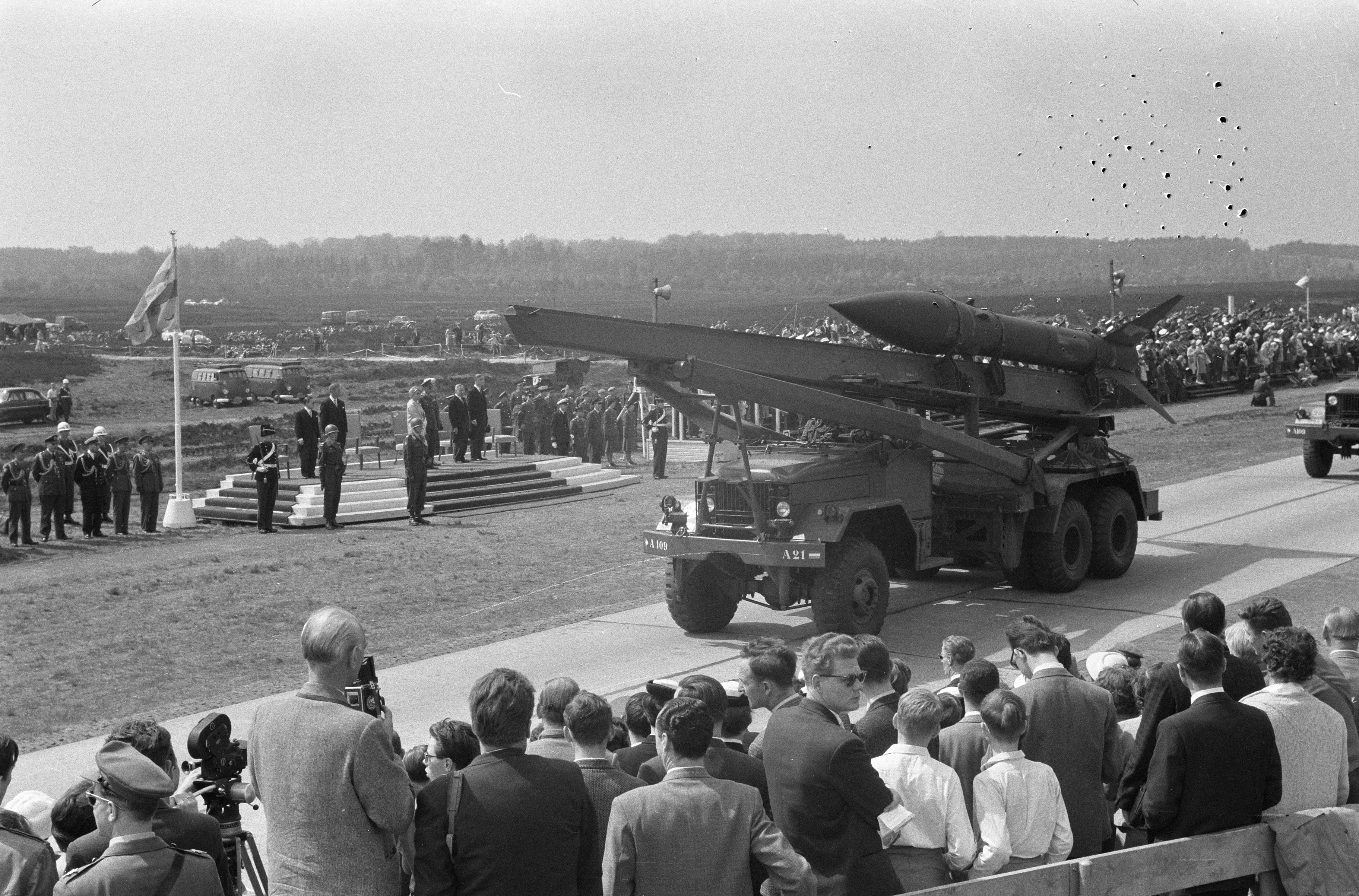
Un MGR-1 Honest John néerlandais lors d'une parade en 1960.

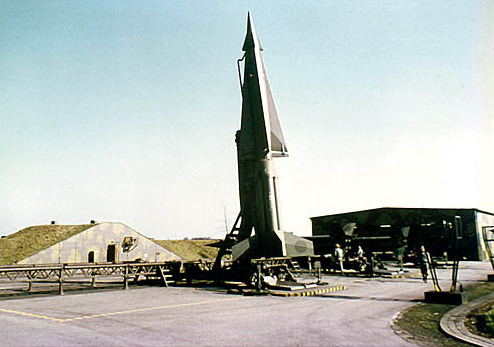
Site de missiles Nike-Hercules de l'armée de l'air royale néerlandaise en Allemagne de l'Ouest dans les années 1970.

Selon un article publié en janvier 2021, un escadron de chasse de F-102 Delta Dagger de l'USAF basé sur la base aérienne de Soesterberg de 1960 à 1969 était armé de missile air-air AIM-26A Super Falcon à tête nucléaire.
Dans le cadre de l'Organisation du traité de l'Atlantique nord (OTAN), certaines formations des forces armées néerlandaises peuvent avoir un partage nucléaire à des armes nucléaires des États-Unis depuis le début des années 1960 dans le cadre du régime dit de la double clé. Ces munitions sont dotées depuis les années 1960 du dispositif de sécurité et d'armement. Il y a eu en 1971 un maximum d'environ 7 300 armes nucléaires américaines positionnées dans sept pays d'Europe de l’Ouest et en Turquie (la France en abrita jusqu'à sa décision de se retirer du commandement intégré de l’OTAN en 1966).
Au 31 décembre 1966, voici le nombre de batteries à capacité nucléaire qui étaient prévues au total et celui des batteries effectivement en service à cette date dont les ogives sont fournies par l'United States Army Europe :
- Batterie d'obusiers M110 de 203 mm : 2 prévus, 2 en service ;
- Batterie de missile balistique MGR-1 Honest John : 6 prévus, 6 en service, soit 12 lanceurs[5] ;
- Batterie de missiles sol-air MIM-14 Nike-Hercules : 8 prévus, 0 en service.

Les huit batteries de Nike installées en Allemagne de l'Ouest dans le cadre du système OTAN de défense aérienne intégrée dépendaient à l'origine du 1er et 2e groupes d'engins guidés (Groepen Geleide Wapens), qui ont été créées respectivement le 11 janvier 1959 et le 8 avril 1963. Ceux-ci ont fusionné dans le 12e groupe d'engins guidés en service du 15 mai 1975 au 4 janvier 1988 comportant quatre batteries. Les derniers missiles européens Nike-Hercules à ogives nucléaires furent retirés cette année.
Les Honest John sont remplacés par des MGM-52 Lance en service dans le 129e bataillon d'artillerie de 1979 à 1992. Les unités de missiles sol-sol et d'artillerie dépendent du 1er corps d'armée néerlandais qui en cas de crise se trouve à la disposition du Northern Army Group, le commandement chargé de la défense du nord de l'Allemagne de l'Ouest.
Les dépôts de munitions nucléaires pour l'artillerie (des W31 pour les Honest John et les Nike-Hercules, des W33 puis dans les années 1980 des W79 pour les obusiers, des W70 pour les Lance) se trouvaient à 't Harde et Havelterberg de 1961 à 1992.

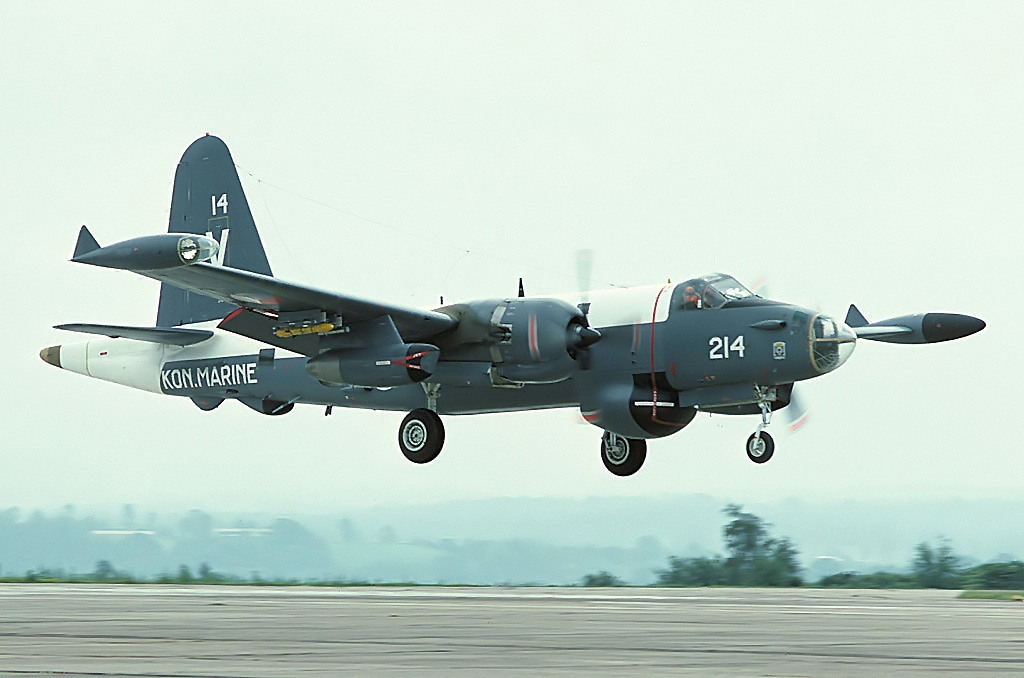
Un Neptune de l'aéronavale néerlandaise en 1977.

Les Lockheed P-2V7 Neptune en service de 1961 à 1982 puis les Lockheed P-3 Orion en service de 1982 à 2005 de la marine royale néerlandaise basé à Leyde et à Curaçao pouvaient utiliser des grenades anti-sous-marines Mark 101 Lulu puis B57 américaines entreposées au Royaume-Uni à la suite d'un mémorandum signé en 1965.
Avec la fin de la guerre froide, la totalité de ces systèmes d'armes, qui avaient déjà été en grande partie retirés du service à partir de 1985, ont été démantelés à la suite de la décision du président George H. W. Bush du 27 septembre 1991.
Il avait été prévu, à la suite d'une décision de l’OTAN de 1979, l'installation de 48 missiles de croisière BGM-109G Gryphon à Woensdrecht Air Station dans le Brabant-Septentrional mis en œuvre par le 486th Tactical Missile Wing du Tactical Air Command en service du 27 août 1987 au 20 septembre 1988 mais le traité sur les forces nucléaires à portée intermédiaire a fait que ces missiles ne sont jamais déployés.

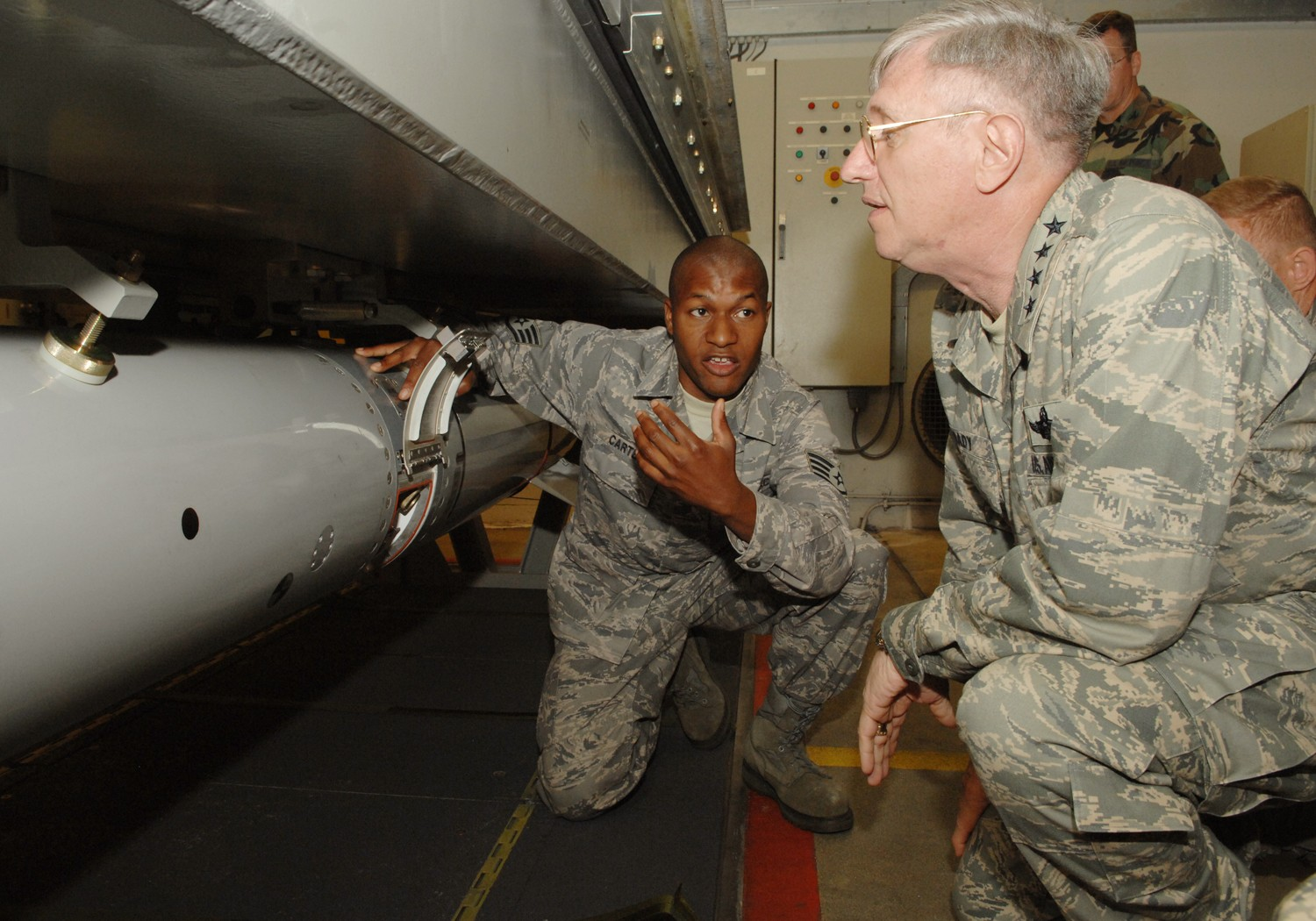
Un général de l'USAFE assistant une procédure de désarmement d'une maquette de bombe B-61 sur la base aérienne Volkel-Uden en 2008.

En 2013, 22 bombes nucléaires B61 de l'United States Air Forces in Europe sont stockées sur la base aérienne Volkel-Uden pouvant en entreposer jusqu’à 44 depuis septembre 1991 sous la garde du 703e escadron de support des munitions (703th Munitions Support Squadron) de l'USAF (anciennement le 752e escadron jusqu'en 2004), et destiné à être utilisé par les escadrons 311 et 312 de l'armée de l'air royale néerlandaise équipés de F-16.
Deux sites d'entraînement pour des simulations de bombardement nucléaire sont opérationnels depuis les années 1990 : Noordvaarder et Vliehors.

### Armement chimique néerlandais
Certaines entreprises de l'industrie chimique néerlandaise ont livré, comme celles de plusieurs autres pays, des précurseurs utilisés pour les armes chimiques irakiennes.
Le 20 février 2008, il fut révélé par l'administration que les Pays-Bas avaient mené des expérimentations d'armes chimiques durant le début des années 1950 en utilisant des gaz innervants (sarin, tabun et soman). Ces expérimentations furent conduites sur des animaux dans le village de Harskamp sur l'île de Vlieland et des tests furent menés conjointement avec la France et la Belgique dans le désert d'Algérie après 1956, faisant détoner 6 kilogrammes de Stof X. La raison ayant motivé ces expérimentations était la crainte d'une attaque de l'URSS dans le cadre de la guerre froide.
Les Pays-Bas ont ratifié la convention sur l'interdiction des armes biologiques le 10 avril 1972 et la convention sur l'interdiction des armes chimiques le 30 juin 1995.